# Berlino (personaggio)
Berlino, pseudonimo di Andrés de Fonollosa, è un personaggio immaginario protagonista della serie televisiva spagnola La casa di carta e del suo prequel e spin-off Berlino, dove viene interpretato dall'attore spagnolo  Pedro Alonso.

## Caratteristiche
Andrés de Fonollosa è un uomo di mezz'età, dal carattere difficile e dallo smisurato egocentrismo, che rende difficili i rapporti interpersonali. Dai comportamenti eccentrici e spietati, è spesso al centro dell'attenzione e ha una spaventosa capacità di intuire le emozioni dell'interlocutore. Per la sua intelligenza è stato nominato capo delle operazioni sul campo, secondo al comando dopo Il Professore. Andres è stato uno dei pianificatori del colpo alla zecca di stato ed è il solo a conoscenza dei dettagli, motivo che rende indispensabile la sua presenza per la buona riuscita. Stringe immediatamente un buon rapporto con Helsinki ed Oslo, criminali professionisti che sono i suoi collaboratori più fidati, mentre rimane più cauto con i giovani Tokyo, Nairobi e Denver, che più volte mettono in discussione la sua autorità. Il suo atteggiamento con gli ostaggi è improntato verso il sadismo e la soppressione di ogni forma di collaborazionismo o rivolta, in cui sembra trovarsi perfettamente a suo agio. Berlino è affetto da una rara malattia degenerativa, simile al Parkinson, che lo sta portando lentamente alla morte. Il carattere difficile si traduce in pericolosi momenti di contrasto con i giovani membri, tanto da degenerare in pestaggi, stalli, insulti e addirittura una roulette russa da Denver Tokyo e Rio. All'irruzione finale delle teste di cuoio nella struttura, Berlino copre la fuga dei compagni d'arme, ma nelle sue struggenti ultime parole sceglie di rimanere lì e morire sotto i colpi delle autorità, sacrificando la sua vita in nome degli ideali libertari condivisi con il "professore", rivelatosi essere suo fratello. Il personaggio continua a comparire nelle puntate successive in numerosi flashback ambientati a Firenze e a Copenaghen.

## Sviluppo
Il ritratto del personaggio fornito da Pedro Alonso è ispirato a un incontro casuale che lo stesso attore spagnolo ha avuto il giorno prima di ricevere la sceneggiatura per l'audizione per la parte, con "una persona intelligente" che gli apparve "provocatoria o addirittura manipolatrice". Esther Lobato Martinez ha affermato che Berlino è, come tutti i personaggi della serie, stato pensato con "sfumature di luce e ombra, applicate a ciascuno in modo che siano sia riconoscibili che immorali", in modo che Berlino venga percepito come un personaggio simpatico, nonostante sia inizialmente opprimente nei confronti degli ostaggi. Le somiglianze tra il personaggio di Berlino e quello di Zulema (interpretata da Najwa Nimri, che impersona Alicia Sierra ne La casa di carta), della serie televisiva di Álex Pina Locked Up, non sono intenzionali.
Il legame familiare tra Berlino e Il Professore non era originalmente previsto nella sceneggiatura, ma viene inserito nei retroscena dei personaggi alla fine della prima parte, dopo che Morte e Alonso propongono ripetutamente di farlo. Gli autori decidono di riportare in scena Berlino nei flashback della terza parte, pensando che il personaggio ha attraversato un arco di redenzione sufficiente ed è diventato particolarmente popolare tra il pubblico. Secondo l'autore Javier Gómez Santander, Berlino non sarebbe finito ucciso alla fine della seconda parte della prima stagione, se gli autori avessero saputo che la serie sarebbe stata rinnovata per altre due stagioni.

## Accoglienza
La figura di Berlino è divenuta fin da subito una delle più amate dai fan e dai critici, nonostante o grazie alla sua personalità controversa. La Voz de Galicia descrive Berlino come un "personaggio glaciale, ipnotico, sofisticato e disturbante, un macho incallito con serie difficoltà empatiche, un ladro dal colletto bianco che considera i suoi colleghi come inferiori". Joana Oliveira de El País lo descrive come "odioso" e "snob, misogino e un po' sadico", mentre La Vanguardia riporta che questo contrasta con la rappresentazione del personaggio dei flashback presenti nella terza stagione della serie, dove appare "molto più innamorato e coccolone".
Pedro Alonso descrive il suo personaggio "crudele, eroico, e divertente allo stesso tempo". L'interprete attribuisce la popolarità del personaggio al suo desiderio di vivere e "apprezzare intensamente il presente".

## Riconoscimenti
- Premios de la Unión de Actores
  - 2018 - Miglior attore TV co-protagonista a Pedro Alonso per il personaggio di Berlino[13]